# Rubiana Mara Mainardes
Rubiana Mainardes é uma cientista brasileira e professora da Universidade Estadual do Centro-Oeste (UNICENTRO), no Paraná, reconhecida internacionalmente por suas contribuições à saúde pública por meio de pesquisas em nanotecnologia aplicada ao tratamento de doenças, como o diabetes tipo 2. Ela integra o grupo de pesquisadores da UNICENTRO que figuram em rankings internacionais de influência científica, consolidando sua posição de destaque no cenário global. Em 2011, recebeu o prêmio L'Oréal-UNESCO-ABC "Para Mulheres na Ciência" pela relevância de suas pesquisas, contribuindo também para o desenvolvimento acadêmico ao orientar novos pesquisadores.